# K7리그 보성
K7리그 보성(K7 League Boseong)은 대한민국 보성군에서 진행되는 축구 대회이다.

## 역사
2017년에 '디비전7 보성군 리그'라는 이름으로 시작되었다. 2017년 시즌에 단일 권역으로 6개 선수단이 참가했다. 2017년 시즌에 70분(전·후반 각 35분) 경기로 진행되었다.

## 시즌별 결과
| 시즌   | 권역 | 선수단 | 우승         | 준우승       | 승격         | 비고                               |
| ------ | ---- | ------ | ------------ | ------------ | ------------ | ---------------------------------- |
| 2017년 | 1개  | 6팀    | 보성 선흥 FC | 보성 벌교 FC | 보성 선흥 FC | 승격팀은 2018년 K6리그 전남에 참가 |

## 같이 보기
- K7리그